# بايك جو-هيون
بايك جو-هيون (هانغل: 백주현) هو لاعب كرة قدم كوري جنوبي في مركز الوسط، ولد في 9 فبراير 1984 في كوريا الجنوبية. لعب مع سوون سامسونغ بلووينغز.